# Régis Hauser
Pour les articles homonymes, voir Hauser.
Régis Hauser, né le 27 février 1947 à Sarreguemines et mort le 23 avril 2009 à Metz est un professionnel de la communication, consultant en marketing et écrivain français. Il est surtout connu pour être le créateur (sous le pseudonyme de Max Valentin) de nombreuses chasses au trésor, dont Sur la trace de la chouette d'or, et du jeu de piste sur Internet Sur la piste des cistes.

## Biographie
Dans les années 1970, Régis Hauser est un professionnel du marketing et de la communication qui organise des rallyes surprise pour les entreprises et de séminaires sous forme de chasse au trésor. Dans les années 1980 et 1990, il publie des ouvrages marketing.
En 1993, sous le pseudonyme Max Valentin, il crée avec l'artiste Michel Becker Sur la trace de la chouette d'or en s'inspirant de l'ouvrage Masquerade de Kit Williams, livre qui consiste en une chasse au trésor en résolvant des énigmes sur la localisation d'un lièvre en or, dissimulé quelque part en Grande-Bretagne.
Il meurt dans la nuit du 23 au 24 avril 2009, seize ans jour pour jour après avoir caché la réplique de la chouette d'or.

## Publications
- Concevoir et rédiger des mailings efficaces : Comment vendre par correspondance des produits, des idées, des services, Editions d'Organisation, 1988 (ISBN 978-2-708-10915-5)
- Elles sont terribles ! : Le guide à l'usage des prétendants romantiques, des fiancés naïfs et des maris exploités, Hermé, 1988, 219 p. (ISBN 978-2-402-00558-6)
- L'efficacité en marketing direct : la vente par la persuasion, Les Éditions d'Organisation, 1991, 232 p. (ISBN 978-2-708-11287-2)
- Les murs se marrent, Hors collection, 1997, 286 p. (ISBN 978-2-258-04466-1)
- Le trésor d'Orval, Michel Lafon, 1997, 87 p. (ISBN 978-2-840-98246-3)
- Le piège de la botaniste, Ramsey, 2002, 357 p. (ISBN 978-2-841-14606-2)

Sous le pseudonyme de Max Valentin :
- Sur la trace de la chouette d'or, Ottawa/Levallois-Perret, Manya, 1993, 42 p. (ISBN 2-87896-067-X)
- Sur la trace de la chouette d'or, Paris/Malakoff, Hermé & Max Valentin, 1995, 54 p. (ISBN 2-86665-170-7)
- Sur la trace de la Chouette d'or, Michel Lafon & Éditions du Trésor, 1997, 62 p. (ISBN 2-84098-304-4, BNF 36179509)
- Guide du chercheur de trésors, Marabout, 1998, 341 p. (ISBN 2-501-03055-9)
- Sur la trace de la chouette d'or : Sous le sceau du secret, ECO, 2022, 78 p. (ISBN 9782956862956)